# 1860 год в литературе

## Книги

### Драматургия
- «Старый друг лучше новых двух» — пьеса Александра Островского.

### Поэзия
- «Скачка Поля Ревиля» — баллада Генри Уодсворта Лонгфелло

### Проза
- «Женщина в белом» — роман Уилки Коллинза.
- «Мраморный фавн» (The Marble Fawn) — роман Натаниела Готорна.
- «Мельница на Флоссе» — роман Джордж Элиот
- «Накануне» — роман Ивана Тургенева.
- «Пахатник и бархатник» — произведение Дмитрия Григоровича.
- «Первая любовь» — повесть Ивана Тургенева.
- «Пёс Крузо и его хозяин» — повесть Роберта Баллантайна.
- «Чужая жена и муж под кроватью» — рассказ Фёдора Достоевского.

## Родились
- 29 января — Антон Павлович Чехов, русский писатель и драматург (умер в 1904 году).
- 7 марта — Рене Думик (фр. René Doumic), французский театрал, литературовед, критик (умер в 1937 году).
- 9 мая — Джеймс Метью Барри, шотландский драматург и романист (умер в 1937 году).
- 13 июня — Нортамо, финский писатель, поэт, один из лучших юмористов в финской литературе начала XX века (ум. 1931 году).
- 14 июля — Василий Львович Величко, русский писатель, поэт, публицист (умер в 1904 году).
- 16 сентября — Елена Александровна Зеланд-Дубельт, русская писательница (умерла после 1937-го года).
- 12 ноября — Ола Гансон, шведский беллетрист и историк литературы (ум. 1925).
- 12 декабря — Ян Каспрович (Jan Kasprowicz), польский поэт, драматург, литературный критик, переводчик (умер в 1926 году).
- Зуфархон Джавхари, таджикский поэт и писатель (умер в 1945).

## Умерли
- 3 апреля — Адам Бенедикт Йохер, польский библиограф и филолог (родился в 1791 году).
- 28 апреля — Исаак да Коста, нидерландский богослов, писатель и поэт[1].
- 23 мая —
  - Уффо Даниэль Хорн, чешский поэт, прозаик и публицист.
  - Альберт Ричард Смит, британский писатель, драматург (родился в 1816 году)
- 21 сентября — Артур Шопенгауэр, немецкий философ (родился в 1788 году)
- 23 сентября — Алексей Степанович Хомяков, философ, поэт, публицист, один из основателей движения славянофилов (родился в 1804 году).
- 2 ноября — Вильгельм фон Раден, прусский военный писатель.
- 30 декабря — Сима Сарайлия Милутинович, сербский поэт, прозаик, историк, драматург, переводчик (родился в 1791).
- Мирза Абульхасан Ягма Джандаги, персидский поэт (родился в 1782 году).